# Ik zag twee beren

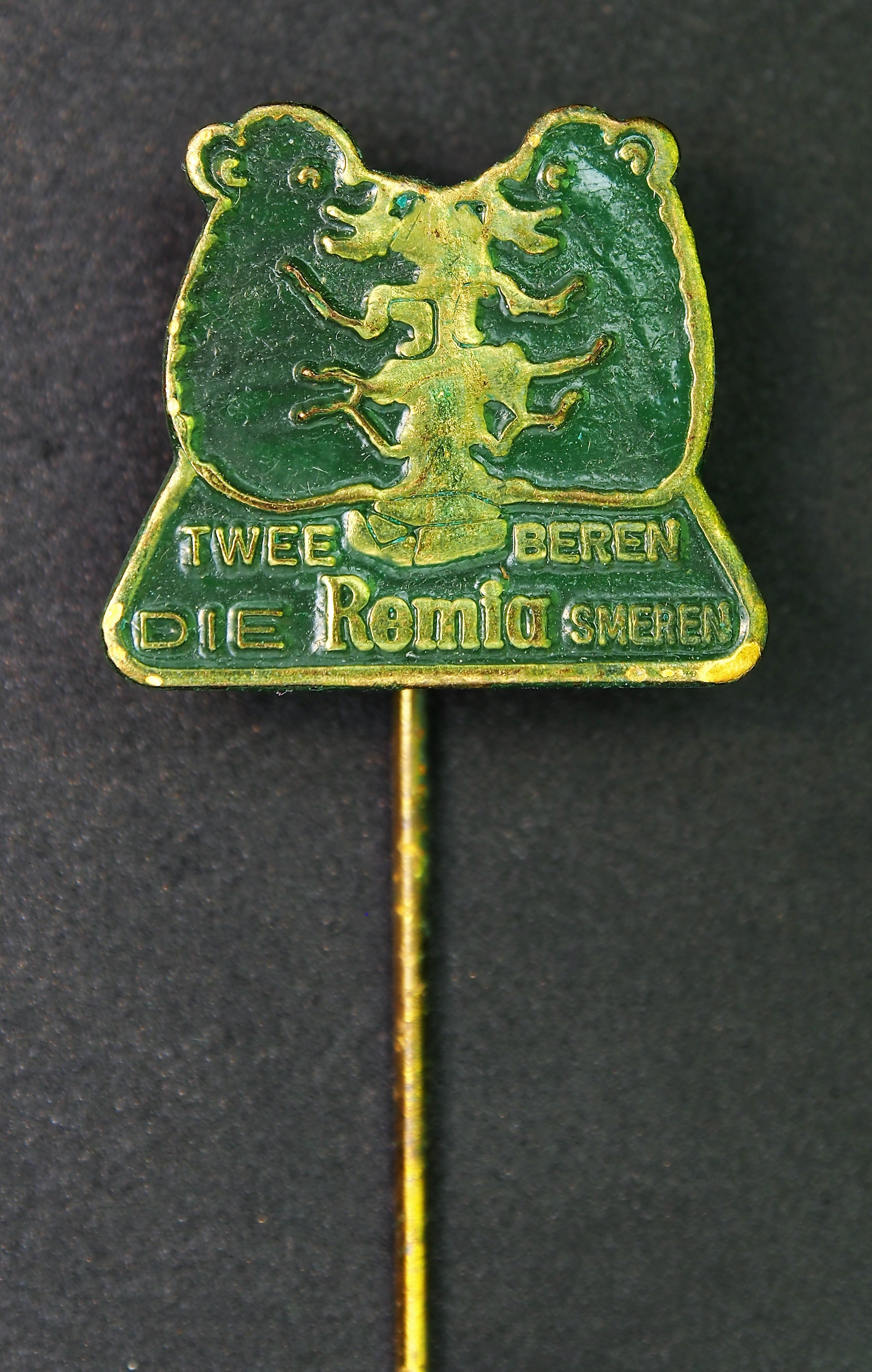
Twee beren die Remia smeren

Ik zag twee beren is een traditioneel kinderliedje. Het behoort tot het genre van het leugenlied. Het gaat om dieren die in het liedje iets doen, wat in werkelijkheid onmogelijk is, zoals beren die broodjes smeren.

## Oudste vindplaatsen
De oudste bronnen met dit lied in de Nederlandse Liederenbank van het Meertens Instituut zijn van rond 1850. De handschriftencollectie van het Bureau van het Nederlandse Volkseigen (verzameld rond 1850), heeft als incipit: "'k Zag twee vlooien / mussen plooien" (6 coupletten). De Handschriftencollectie van G.J. Boekenoogen (verzameld in de periode 1891-1930) bevat drie varianten van het lied: "'k Zag twee katten / stoelen matten", "Ik zag twee apen tarwe rapen / Zeg is dat geen wonder" en "Ik zag twee apen wortelen schrapen / Kijk wat was 't een wonder".
Florimond van Duyse vermeldt in Het oude Nederlandsche lied (deel 2, 1905) als eerste liedboek de nu bekende beginregel: "'k Zag twee beren / broodjes smeren". Hij brengt de melodie (van de eerste regels) in verband met het Franse lied Marche Prussienne (met de beginregel "Fransche ratten, rold uw' matten").

### Ouderdom
Dat de oudste vindplaatsen teruggaan in de negentiende eeuw, wil niet zeggen dat het liedje uit deze periode stamt. Sinds halverwege de negentiende eeuw werden er, onder invloed van de Romantiek, veel volksliedjes verzameld en uitgegeven. Het liedje kan dan ook ouder zijn en in de mondelinge overlevering lange tijd zijn doorgegeven, voordat het voor het eerst werd opgetekend.

## Tekst
Volksliedjes kennen, door hun mondelinge overlevering, vaak vele (regionale en/of tijdgebonden) varianten in zowel tekst als melodie. De huidige tekst van het liedje gaat gewoonlijk als volgt:
'k Zag twee beren broodjes smeren
o het was een wonder!
't Was een wonder boven wonder
dat die beren smeren konden.
Hi hi hi, ha ha ha
'k stond erbij en ik keek ernaar.

### Varianten
Het liedje kan worden uitgebreid met een groot aantal coupletten. Het gaat dan steeds om dieren die iets doen wat ze in werkelijkheid niet kunnen.
Voorbeelden uit de Nederlandse Liederenbank:
- Ik zag twee apen wortelen schrapen
- Ik zag twee apen tarwe rapen / nootjes rapen
- Ik zag twee vlooien mutsjes plooien
- Ik zag twee slangen de was ophangen

Andere varianten:
- Ik zag twee mussen de juffrouw kussen[4][5][6][7] (afkomstig van de cd bij het boek Otje van Annie M.G. Schmidt[8])

## In populaire cultuur
- Louis Neefs zong een versie van dit lied, dat onder de titel  'k Zag twee beren in 1963 verscheen op het album Liedjes voor kleine en grote mensen en als single.
- De Nederlandse cabaretier Wim Kan maakte een conference op de tekst van het liedje.[9]
- Ook zijn er muzikale variaties gemaakt op lied, zoals de Berenvariaties van Theo Smit Sibinga voor drie blokfluiten (alt, tenor en bas) uit 1951, dat is opgedragen aan het Amsterdams blokfluitensemble.[bron?]
- In 2004 nam Stijn Vandeputte het lied op voor het Kapitein Winokio-project, op de plaat Kapitein Winokio zag 1 beer, waarvan de albumtitel ook naar het liedje verwijst.
- De Dikke Lul Band bracht in 1996 een schunnige versie uit op het album Lekker Ding.[10][11]
- Rechtsgeleerde Hans Nieuwenhuis schreef in een variatie dat "Ik zag twee beren contracteren. Dat is pas een wonder." In tegenstelling tot het smeren van broodjes, iets wat volgens hem een beer in theorie ook zou kunnen, is contracteren namelijk een activiteit die louter door mensen kan worden uitgevoerd.[12]